# Santiago Yaveo
Santiago Yaveo är en ort i Mexiko.   Den ligger i kommunen Santiago Yaveo och delstaten Oaxaca, i den sydöstra delen av landet, 400 km sydost om huvudstaden Mexico City. Santiago Yaveo ligger 425 meter över havet och antalet invånare är 549.
Terrängen runt Santiago Yaveo är kuperad åt sydväst, men åt nordost är den platt. Runt Santiago Yaveo är det ganska glesbefolkat, med 24 invånare per kvadratkilometer. Närmaste större samhälle är Santa María Puxmetacán, 10,9 km sydost om Santiago Yaveo. I omgivningarna runt Santiago Yaveo växer i huvudsak städsegrön lövskog.